# Быстров, Лука Вонифатьевич
Лука́ Вонифа́тьевич Быстро́в (11 октября 1887 — 23 августа 1916) — русский духовный писатель.

## Биография
Родился 11 октября 1887 года в селе Поповка Области Войска Донского. В селе его дед служил священником. Он учил грамоте мальчика по богословским книгам, и Лука с семи лет читал прихожанам на клиросе в церкви.
Вскоре его отец, также священнослужитель, переехал с семьёй в дальний район Области Войска Донского. Там Лука учился арифметике и грамоте у казачьего офицера. Имея певческие способности, Лука с 15 лет выступал в храме старшим певцом в хоре на одном из клиросов. Через два года он обосновался в станице Нижнечирской Второго Донского округа. Там занялся сочинительством, также готовился к экзаменам на звание учителя. В 1908 году экзамены были сданы, и Быстров стал работать народным учителем. За гневное обличение социальных пороков он попал в Константиновскую тюрьму.
После освобождения он оставил учительство и занялся самообразованием, учился на двухгодичных курсах в Новочеркасске, получил аттестат зрелости и начал вести церковно-просветительную и литературную деятельность на Дону.
Погиб 23 августа 1916 года на фронте.

## Творчество
Публиковаться начал с 1908 года. Сюжеты своих произведений он черпал из жизни станицы Нижнечирской. В своих рассказах и очерках он описывал колоритный казачий быт. Его произведения печатали русские журналы и газеты — «Церковь», «Церковное пение» и другие.
В статьях «Доля горькая», «На борьбу с пьянством», «Миссионерский подлог», «Владыка», «Самообман», «Хоровое пение», «К уставщикам и певцам», «Повесть старого леса» он поднимал духовные и культурные вопросы современной ему жизни.
С созданием старообрядческой печати он стал публиковаться в издании «Старообрядческая мысль».
Известны очерки Быстрова: «Психология отступничества», «Вольтер о нетерпимости», «К вопросу о певческих книгах». Быстров издал учебник для старообрядческих школ. Книги и сочинения Л. В. Быстрова издавались в дореволюционной Москве, Санкт-Петербурге, Киеве.